# Neem me mee (Abel)
Neem me mee is een single van de Nederlandse popgroep Abel uit 2000. Het stond in hetzelfde jaar als tweede track op het album De stilte voorbij.

## Achtergrond
Neem me mee is geschreven door Joris Rasenberg en geproduceerd door Rob van Donselaar. Het is een nederpoplied waarin de liedverteller zingt over het in een sleur zitten en daaruit komen. Er wordt gevraagd om hem "mee te nemen". Het lied is de opvolger van megahit Onderweg. De B-kant van de single is Tijd genoeg, een cover van Doe Maar. Daarnaast werd er ook een limited edition van de single uitgegeven, maar naast Neem me mee en Tijd genoeg ook een liveversie bij TMF en een versie met videoclip van Onderweg.

## Hitnoteringen
Hoewel het succes van Onderweg niet werd geëvenaard, had Neem me mee enige noteringen in de Nederlandse hitlijsten. In de Top 40 kwam het tot de 22e plaats en was het vijf weken te vinden. In de zeven weken dat het in de Mega Top 100 stond, piekte het op de 26e plek.